# Tân Xuân, Vĩnh Long
Tân Xuân là một xã thuộc tỉnh Vĩnh Long, Việt Nam.

## Địa lý
Xã Tân Xuân có vị trí địa lý:
- Phía đông giáp xã Bảo Thạnh.
- Phía tây giáp xã Mỹ Chánh Hòa.
- Phía nam giáp xã Ba Tri.
- Phía bắc giáp xã Thạnh Trị và Thạnh Phước, ranh giới là sông Ba Lai.

Xã Tân Xuân có diện tích 50,44 km², dân số năm 2025 là 36.387 người, mật độ dân số đạt 721 người/km².

## Lịch sử
Ngày 17 tháng 9 năm 2020, Chủ tịch UBND tỉnh Bến Tre ban hành Quyết định số 2286/QĐ-UBND về việc công nhận Trung tâm xã Tân Xuân là đô thị loại V trực thuộc huyện Ba Tri.
Ngày 16 tháng 6 năm 2025, Ủy ban Thường vụ Quốc hội ban hành Nghị quyết số 1687/NQ-UBTVQH15 về việc sắp xếp các đơn vị hành chính cấp xã của tỉnh Vĩnh Long năm 2025. Theo đó, sắp xếp toàn bộ diện tích tự nhiên, quy mô dân số của các xã Tân Xuân, Phước Ngãi và Phú Lễ thành xã mới có tên gọi là xã Tân Xuân.
Sau khi sáp nhập, xã Tân Xuân có 50,44 km² diện tích tự nhiên và dân số 36.387 người.